# Saprosites marchionalis
Saprosites marchionalis är en skalbaggsart som beskrevs av Edgar von Harold 1877. Saprosites marchionalis ingår i släktet Saprosites och familjen Aphodiidae. Inga underarter finns listade i Catalogue of Life.